# Diplusodon ovatus
Diplusodon ovatus är en fackelblomsväxtart som beskrevs av Johann Baptist Emanuel Pohl. Diplusodon ovatus ingår i släktet Diplusodon och familjen fackelblomsväxter. Inga underarter finns listade i Catalogue of Life.